# البهائية في اليابان
بدأت البهائية في اليابان بعد عدة إشارات إلى البلاد من قبل عبد البهاء كان أولها في عام 1875. وجاء أول اتصال ياباني مع الدين من الغرب عندما اعتنق كانيشي ياماموتو (山本寛一) البهائية أثناء إقامته في هونولولو، هاواي عام 1902، ثم تلاه سايتشيرو فوجيتا (藤田左弌郎) كثاني ياباني يعتنق الدين. في عام 1914، قام البهائيان جورج جاكوب أوغر وأغنيس ألكسندر، وعائلاتهما، بالريادة إلى اليابان. وقد أقامت ألكسندر في اليابان على فترات متقطعة لمدة نحو 31 عامًا حتى مغادرتها الأخيرة في 1967. وكان أول من اعتنق البهائية على الأراضي اليابانية هو كيكوتارو فوكوتا (福田菊太郎) عام 1915.
زار عبد البهاء عدة مدن غربية بين عامي 1911 و1912 والتقى بمسافرين يابانيين في باريس، ولندن، ونيويورك. كما التقى بفوجيتا في شيكاغو وبـ ياماموتو في سان فرانسيسكو. قام عبد البهاء بكتابة مجموعة من الرسائل أو الألواح بين عامي 1916 و1917، جُمعت في كتاب بعنوان "ألواح الخطة الإلهية"، لكنها لم تُعرض في الولايات المتحدة حتى عام 1919. وقد خدم فوجيتا بين الحربين العالميتين أولًا في بيت عبد البهاء ثم في بيت شوقي أفندي. في عام 1932، تم انتخاب أول محفل روحاني محلي بهائي في طوكيو وأعيد انتخابه في عام 1933. وكان عدد البهائيين في اليابان آنذاك 19 شخصًا فقط. في عام 1937، قامت ألكسندر بالحج البهائي ثم عادت إلى اليابان بعد سنوات. وفي عام 1938، تم إعفاء فوجيتا من خدمته في حيفا خوفًا على سلامته خلال الحرب العالمية الثانية وعاد إلى اليابان حتى عام 1956. في عام 1942، عاشت عائلة ياماموتو في مخيم إعادة توطين خلال الحرب. وبعد الحرب، أعاد البهائيون الأمريكيون الذين كانوا ضمن قوات الاحتلال الأمريكية الاتصال بالمجتمع البهائي الياباني — فقد وجد مايكل جميل فوجيتا في عام 1946 وساعد روبرت إيماغيري في إعادة انتخاب المحفل في طوكيو عام 1948. في عام 1963، أظهرت إحصائيات المجتمعات البهائية وجود 13 محفلاً روحانيًا ومجموعات أخرى أصغر.
في عام 1968، بدأ البهائيون اليابانيون بالسفر إلى خارج اليابان. وفي عام 1971، اعتنق أول سكان أوكيناوا البهائية. في عام 1991، نظّم المجتمع البهائي في اليابان فرعًا تابعًا لـ رابطة الدراسات البهائية، ومنذ ذلك الحين تعقد مؤتمرات سنوية، كما نشرت نشرات إخبارية، وساهمت في تنسيق ونشر أعمال أكاديمية على مستوى الفروع المختلفة.
وقدرت رابطة بيانات الأديان (اعتمادًا على الموسوعة المسيحية العالمية) عدد البهائيين في اليابان بنحو 15650 شخصًا عام 2005، بينما قدّر كتاب حقائق العالم لوكالة الاستخبارات المركزية عددهم بنحو 12000 شخص في عام 2006.

## الفترة المبكرة
أول ذكر لليابان في أدبيات البهائية ورد في كتاب سرّ المدنية الذي كتبه عبد البهاء عام 1875. كُتب هذا الكتاب في محاولة لتنوير بلاد فارس. وجاء فيه:
...إن حكومة اليابان كانت في البداية خاضعة للصين وتحت حمايتها، لكنها منذ عدة سنوات، فتحت عينيها وتبنّت تقنيات التقدّم والحضارة المعاصرة، وروّجت للعلوم والصناعات النافعة للناس، وسعت بكل طاقتها وكفاءتها حتى تركز الرأي العام على الإصلاح. وقد تقدّمت هذه الحكومة حالياً إلى درجة أنه، رغم أن عدد سكانها يبلغ فقط سدس، أو حتى عشر، سكان الصين، فقد تحدّت الحكومة الصينية مؤخراً، واضطرت الصين أخيراً إلى التوصل إلى اتفاق. تأمل بعناية كيف أن التعليم وفنون الحضارة تجلب الشرف والازدهار والاستقلال والحرية للحكومة وشعبها.

### الأوائل
انتقل البهائيون عبر آسيا منذ مطلع القرن. تواجد البهائيون في شنغهاي عام 1902، وفي الفلبين بحلول عام 1944، وتايوان وكانتون (قوانغتشو) عام 1923، وماكاو عام 1953. ومع ذلك، فإن اتصال اليابانيين بالدين جاء من الغرب. كان كانيشي ياماموتو يعيش في هونولولو، هاواي عام 1902، حيث عرّفته البهائية إليزابيث موثر بالدين. كتب ياماموتو رسالة إلى عبد البهاء ودخل التاريخ كأول بهائي ياباني – وكان الثاني والثالث سايتشيرو فوجيتا وكنزو توريكاي. أول بهائيين زارا اليابان كانا ميسون ريمي وهاورد سي. ستروف في 27 ديسمبر 1909، حيث ألقيا خطابًا في جمعية الشبان المسيحيين في طوكيو. كانت زوجة دي. تي. سوزوكي، بياتريس، قد تواصلت مع البهائيين عدة مرات في أمريكا واليابان، وقد اعتُبرت بهائية لفترة من الزمن. عاش برنارد ليتش في اليابان من 1909 إلى 1920 حيث عمل في فنون مينغيه، واعتنق الدين عام 1940. حصل ليتش على جوائز لأعماله المستمرة في الفنون الشعبية اليابانية في الستينيات والسبعينيات.
سافر عدد من البهائيين إلى اليابان في عامي 1911 و1914. لكن في عام 1914، جورج جاكوب أوغور وأغنيس بالدوين ألكسندر وعائلتاهما رائدوا إلى اليابان. عاشت ألكسندر نحو 31 عامًا في اليابان بشكل متقطع حتى عام 1967 حين غادرتها للمرة الأخيرة، وكان الكثير من عملها من خلال الإسبرانتو واتصالاتها مع مجتمع المكفوفين في اليابان.
تم تنظيم لقاءات عامة، وأُلقيت محاضرات وأُجريت مقابلات، بما في ذلك لجمهور من متحدثي الإسبرانتو. وكان كيتوكارو فوكوتا أول من اعتنق الدين على الأراضي اليابانية عام 1915، تلاه الشاب الروسي الكفيف فاسيلي إيروشينكو، الذي انجرف لاحقًا نحو الشيوعية. كما وصلت مارثا روت إلى اليابان لأول مرة في عام 1915، واعتنق توكوجيرو توريي الدين كذلك. أصبح توريي لاحقًا رئيسًا لـجمعية المكفوفين اليابانية، ونال وسام الإمبراطور من الدرجة الثالثة لعمله لصالح المكفوفين.
المدن التي زارها البهائيون في هذه المرحلة المبكرة شملت كوبي، كيوتو، طوكيو، وهيروشيما، وشهدت تلك الفترة أيضًا أول احتفالات بالأعياد البهائية مثل نوروز وإعلان الباب.
في ربيع عام 1916، قدّم فوكوتا وإيروشينكو أولى المساهمات في بناء أول مشهد بهائي في ويلميت، إلينوي، الولايات المتحدة الأمريكية. وفي صيف العام نفسه، أخذ إيروشينكو نسخة من كتاب الأجوبة المستنيرة معه أثناء سفره إلى سيام وبورما. أما أول امرأة يابانية اعتنقت الدين فكانت يوري موتشيزوكي عام 1919.
قبيل وفاة عبد البهاء عام 1921، قامت ألكسندر برفقة أو سانغ سون برحلة من اليابان إلى كوريا، التي كانت آنذاك تحت الحكم الياباني، في أول دخول للدين إلى تلك البلاد. كما أمضت ألكسندر وقتًا مع إييتشي شيبوساوا.
وفي مكان آخر، عمل فوجيتا سكرتيرًا لـبهيّة خانم في نقل نبأ وفاة عبد البهاء أواخر عام 1921. وفي وقت كان فيه من النادر أن تتحدث النساء في الأماكن العامة، ألقت كل من الآنسة موتشيزوكي وهاروكو موري كلمات في مراسم تأبين عبد البهاء التي أُقيمت في اليابان.

### لقاءات عبد البهاء
كان السفير الياباني لدى إسبانيا يقيم في باريس عندما زاره عبد البهاء في رحلته إلى الغرب عام 1911، فالتقيا هناك وأجريا محادثة مطوّلة. وفي لندن عام 1912، التقى عبد البهاء برئيسة جامعة النساء اليابانية. وفي هذه المناسبة كتب عبد البهاء الدعاء الوحيد الذي خص به اليابانيين، وجاء فيه:
اللهم إن ظلمات النزاع والخصام والحروب بين الأديان والأمم والشعوب قد أظلمت أفق الحقيقة، وحجبت سماء الحقيقة! وإن العالم بحاجة إلى نور الهداية! فامنح يا إلهي فضلَك لكي يشرق شمس الحقيقة في الشرق والغرب.
كما التقى عبد البهاء بعدد من اليابانيين في نيويورك. وفي 12 سبتمبر، وصل إلى شيكاغو، حيث حاول فوجيتا الاتصال بعبد البهاء في كليفلاند، لكنه التحق به لاحقًا في شيكاغو. رافق فوجيتا عبد البهاء في العديد من المدن الأمريكية، بما في ذلك كينوشا في ويسكونسن، وسانت بول ومينيابوليس في مينيسوتا، ودنفر وغلينوود سبرينغز في كولورادو، وسولت ليك سيتي في يوتا، وسان فرانسيسكو وستانفورد (كاليفورنيا). خدم فوجيتا لاحقًا بين الحربين العالميتين، أولًا في بيت عبد البهاء، ثم في بيت شوقي أفندي. في 22 أكتوبر، وصل عبد البهاء إلى سان فرانسيسكو، حيث التقى ياماموتو، الذي نظّم له لقاءً مع جمهور ياباني في أوكلاند (كاليفورنيا).

### رسائل عبد البهاء إلى اليابان وكوريا
كتب عبد البهاء ما مجموعه 18 لوحًا إلى يابانيين مقيمين في اليابان، وكان آخرها موجّهًا إلى الكوريين بتاريخ 5 نوفمبر 1921. ومن بين هذه الألواح، كان ثمانية عشر لوحًا موجهة إلى شباب، وسبعة منها إلى فتيات من طوكيو. ومن الملفت أن الألواح الوحيدة التي كُتبت لنساء في آسيا كانت لثلاث فتيات يابانيات: يوري موتشيزوكي التي تلقت ثلاثة ألواح، وهاروكو موري وميكائي كوماستو، تلقّت كل منهما لوحًا واحدًا، بالإضافة إلى مجموعة من الفتيات تلقين لوحين جماعيين. كما خص عبد البهاء المكفوفين في اليابان بالذكر، وكتب خمسة ألواح إلى ثلاثة رجال مكفوفين.

### ألواح خطة التدبير الإلهي
كتب عبد البهاء سلسلة من الرسائل، أو الألواح، إلى أتباع الدين في الولايات المتحدة الأمريكية في الفترة ما بين 1916 و1917، حثّهم فيها على نشر الدين في أماكن عديدة. وقد جُمعت هذه الرسائل في كتاب بعنوان ألواح خطة التدبير الإلهي، لكنها تأخرت في الوصول إلى الولايات المتحدة حتى عام 1919، بعد نهاية الحرب العالمية الأولى والإنفلونزا الإسبانية. وقد تُرجمت هذه الألواح وقدّمها ميرزا أحمد سهراب في 4 أبريل 1919، ونُشرت في مجلة نجمة الغرب في 12 ديسمبر 1919.

وجاء في أحد الألواح:
يا ليتني أستطيع السفر، ولو سيرًا على الأقدام وفي أشد حالات الفقر، إلى تلك المناطق، وأنادي بـ"يا بهاء الأبهى" في المدن والقرى والجبال والصحارى والبحار، وأنشر التعاليم الإلهية! إنني، ويا للأسف، لا أستطيع ذلك. كم أشعر بالحزن الشديد لهذا! أرجو من الله أن تحققوا أنتم ذلك… فإن ذهب بعض المعلمين إلى جزر وأماكن أخرى مثل قارة أستراليا، ونيوزيلندا، وتسمانيا، وكذلك إلى اليابان، وروسيا الآسيوية، وكوريا، والهند الصينية الفرنسية، وسيام، ومستوطنات المضيق، والهند، وسيلان وأفغانستان، فستتحقق نتائج عظيمة للغاية.

## النمو حتى الحرب العالمية الثانية
شهد البهائيون في اليابان وشاركوا في جهود الإغاثة عقب زلزال كانتو الكبير 1923. وقد وصلت أموال ورسائل تعاطف من بهائيين في نيويورك وحيفا وكينوشا (ويسكونسن) وبروكلين وشيكاغو وسومرفيل (ماساتشوستس) ومونتريال بكندا، ومن أماكن أخرى، حيث عبّروا عن تضامنهم وقدموا تبرعات جمعتها مجتمعات بهائية وغيرها لدعم جهود الإغاثة.
في عام 1927، زار زيغفريد شوفلوخر اليابان، وهو أحد أوائل من عُيّنوا أيادي أمر الله لاحقًا، وذكر في تقريره أن الدين البهائي كان راسخًا ويتقدم بثبات.
وفي عام 1932، تم انتخاب أول مجلس روحاني محلي للبهائيين في طوكيو. جرت عملية انتخاب أولية، ثم تم تصحيحها عندما أوضح شوقي أفندي، الذي كان آنذاك رئيس الدين البهائي، القواعد التي يجب اتباعها في الانتخابات. كانت أسماء أعضاء المجتمع البهائي في طوكيو تشمل: (القس السابق) سيمبو إيتو؛ يوري موتشيزوكي فوروكاوا؛ أوتو موراكامي؛ كاناي تاكيشيتا؛ السيد ي. كاتا أوكا (الاسم الأول غير معروف)؛ كيجي ساوادا؛ أغنيس ألكسندر؛ أنطوانيت ناغانومو؛ السيد ناكانشي (الاسم الأول غير معروف)؛ هيدهِيكو ماتسودا؛ وكايكو إيتو. تم انتخاب الأسماء التسعة الأولى في المجلس الروحاني المحلي المؤقت، لكن الانتخابات الرسمية اللاحقة شهدت استبدال السيد كاتا أوكا، الذي طلب إعفاءه، بالسيد ماتسودا. ضم المجلس خمس نساء واثنين من المكفوفين، وأُعيد انتخابه عام 1933. وكان عدد البهائيين في اليابان آنذاك 19 شخصًا فقط.
في عام 1916، كان دايون إينووي راهبًا بوذيًا شابًا عندما سمع لأول مرة عن الدين البهائي. وفي عام 1932 ترجم كتاب بهاء الله والعصر الجديد وطُبع في العام التالي. ثم استقال من الكهنوت البوذي عام 1937، وكتب أنه سيكون حرًا ليتفرغ تمامًا لنشر الديانة البهائية.
بدأت أغنيس ألكسندر منذ عشرينيات القرن الماضي في القيام برحلات متعددة والتواصل مع شخصيات عامة في اليابان، كما وصلت بعض المنشورات البهائية إلى جمهور أوسع. وفي عام 1923، زارت هونغ كونغ للمرة الأولى، وعادت إليها عدة مرات خلال الثلاثين سنة التالية. كما رافقت ألكسندر مارتا روت في إحدى رحلاتها العائدة إلى المنطقة، وتوجهتا إلى الصين، حيث أقامت ألكسندر علاقات مع عدد من الصينيين، خصوصًا من قوانغتشو وشانغهاي، والذين زاروا اليابان أيضًا.
في عام 1928، قُدمت سبعة مجلدات خاصة من الكتب البهائية بمناسبة تتويج الإمبراطور هيروهيتو، وأُدرجت ضمن مكتبته. وخلال مراسم تتويج إمبراطور اليابان، وُجهت الدعوة لثلاثة أجانب لإلقاء كلمات، من بينهم أغنيس ألكسندر كممثلة عن البهائيين.
وفي عام 1932، دعا تاداشي واتانابي، المتخصص في اللغة الإسبرانتو، ألكسندر لإلقاء محاضرة عن الديانة البهائية والإسبرانتو، أولًا في توماكوماي، ثم في قرية يامابي الواقعة في هوكايدو.

## أزمة الحرب العالمية الثانية
في عام 1937، ذهبت أغنيس ألكسندر في الزيارة البهائية، وبسبب إدراكها لاستحالة العودة إلى اليابان خلال الحرب العالمية الثانية، سافرت إلى دول أخرى. وفي عام 1938، تم إعفاء فوجيتا من خدماته في حيفا خشية على سلامته خلال الحرب، فعاد إلى اليابان وبقي هناك حتى نحو عام 1956.
في عام 1942، عاشت عائلة ياماموتو في الولايات المتحدة في أحد معسكرات اعتقال الأمريكيين من أصل ياباني خلال الحرب. وفيما بعد، اعتنق طفلان — أحدهما من ناغاساكي والآخر من هيروشيما — الديانة البهائية، وقد شاركا لاحقًا بقصتيهما.
أعاد البهائيون الأمريكيون المرتبطون بـقوات الاحتلال الأمريكية في اليابان التواصل مع المجتمع البهائي الياباني، ومن بينهم مايكل جامير، ولورين رايت، وروبرت إيماغيري. قام جامير على وجه الخصوص برحلات بحثًا عن توريي وفوجيتا نحو عام 1945–1946. وصل إيماغيري إلى اليابان عام 1947، وحصل على عنوان كانت ألكسندر قد تركت فيه مواد مطبوعة. فوجد أن المبنى الوحيد الذي نجا من القصف كان يحوي 200 نسخة من كتاب بهاء الله والعصر الجديد باللغة اليابانية. وفي عام 1948، ساعد إيماغيري في إعادة انتخاب المجلس الروحاني المحلي في طوكيو. ورغم أن جميع الأعضاء اليابانيين كانوا من البهائيين الجدد وقد توقفوا لاحقًا عن النشاط، فقد استمر المجلس في إعادة الانتخاب ولا يزال قائمًا حتى اليوم.
تمكنت ألكسندر من العودة إلى اليابان عام 1950 بعد أن كفلتها الملازمة الجوية ج. س. دافنبورت (من القوات الجوية الأمريكية)، وفي عام 1951، تم انتخاب أربعة من الرواد الأمريكيين في مجلس طوكيو الروحاني المحلي. وكانت أسماء الأعضاء اليابانيين آنذاك: الآنسة إيتشيغي، السيد كادوتا، السيد هوريوكا، الآنسة ناكانشي، والسيد يوشينو. أما الأمريكيون فكانوا: ألكسندر، لين سكيلتون، باربرا دافنبورت، وروبرت إيماغيري.
حدد المجلس الروحاني المحلي في طوكيو مناطق هدف لنشر الدين، وهي: يوكوهاما، سنداي، أوساكا، هيروشيما، وكوفو، كما أنشأ ثمانية لجان تنظم شؤون الترجمة الجديدة لكتاب بهاء الله والعصر الجديد، وتنسيق سجلات العضوية، واستقبال الرواد الإيرانيين. وصلت عائلتا مغبل وكاتيراي الإيرانيتان في عام 1953. وبحلول عام 1954، بلغ عدد أفراد المجتمع البهائي 52 بالغًا، من بينهم 10 أمريكيين و13 إيرانيًا. وقد انتُخبت باربرا سيمز، وهي إحدى الرواد الأمريكيات، في المجلس الروحاني المحلي لطوكيو عام 1954، وخدمت فيه لسنوات عديدة، كما ألّفت عددًا من الكتب حول تاريخ البهائية في اليابان.
كان أول مركز تملكه المجالس البهائية في اليابان في أماغاساكي عام 1953، ثم اشترى مجلس طوكيو منزلاً أصبح ثاني مركز بهائي في 1954، وكان المركز الثالث في أوساكا. في عام 1956، كان هناك ثمانية مجالس روحانية محلية في اليابان، وقد نظّم المجتمع جهوده لنشر صحيفة بهائية شهرية باللغة اليابانية تُعرف بـ غيبو، وقد كانت تُقرأ أيضًا في كوريا. في عام 1957، تم انتخاب سيمز في أول مجلس روحاني وطني إقليمي لشمال شرق آسيا، وتم تعيين ألكسندر كواحدة من أيادي أمر الله، وهو المنصب الذي شغلته لبقية حياتها.

## النمو بعد الحرب
في عام 1963، أظهرت الإحصائيات المتعلقة بالمجتمع البهائي في اليابان وجود 13 مجلسًا روحانيًا محليًا، و9 مجموعات من البهائيين، و31 بهائيًا معزولًا.
| المجالس: 13      |                      |                  |          |               |
| أكاشي            | آشيا                 | هيروشيما         | كوبي     | كيوتو         |
| ناجازاكي         | نيشينوميا            | أوساكا           | سابورو   |               |
| شيراوي (هوكايدو) | تاكارازوكا (هيوغو)   | طوكيو            | يوكوهاما |               |
| المجموعات: 9     |                      |                  |          |               |
| أماغاساكي        | فوكياجي (دُمجت لاحقًا) | فوكوؤكا          | إيتامي   | مقاطعة موساشي |
| ناغويا           | تاكاماتسو (كاغاوا)   | تاكاساغو (هيوغو) | تونوشو   |               |

أصبح توشيو سوزوكي بهائيًا نحو عام 1963، وقد خدم لاحقًا في المجلس الروحاني الوطني لليابان، في حين أصبح شقيقه هيديا سوزوكي أول مستشار قاري ياباني.
في عام 1965، تعرضت أغنيس ألكسندر لحادث سقوط أدى إلى كسر في الورك، فتأهبت في اليابان لمدة عامين ثم عادت إلى هاواي، حيث توفيت عام 1971.
أُنشئت أول مقبرة بهائية — كقسم ضمن مقبرة أكبر — في عام 1958، وكانت أول جنازة بها عام 1964، مما شكّل خروجًا عن العرف البوذي-الاجتماعي المتمثل في الحرق.
في عام 1968، سافر ماساكي أوشيباتا خارج اليابان لأغراض بهائية، وفي عام 1975 أصبح أول رائد ياباني إلى جزر كارولاين الشرقية. وفي عام 1969، نظم البهائيون اليابانيون أول مؤتمر شبابي وطني في جوجاسيما. وفي عام 1971، اعتنق أول سكان أوكيناوا الديانة البهائية. وقد حدثت بعض الزيجات بين البهائيين اليابانيين وأشخاص من جنسيات أخرى، وكانت تلك الزيجات تواجه أحيانًا مظاهر من العنصرية في المجتمع الياباني.
استمر الرواد الأمريكيون بلعب دور في اليابان حتى تسعينيات القرن العشرين. في عام 1974، تم انتخاب باربرا سيمز في أول مجلس روحاني وطني لليابان، وخدمت فيه حتى عام 1993. وكانت سيمز أيضًا على تواصل مع البهائيين من شعب الآينو، وخاصة الزعيم تاكيئيتشي موريتاكي (1902–1976) وابنه كازوتومو أوميغاي (1924–1992).

## المجتمع الحديث

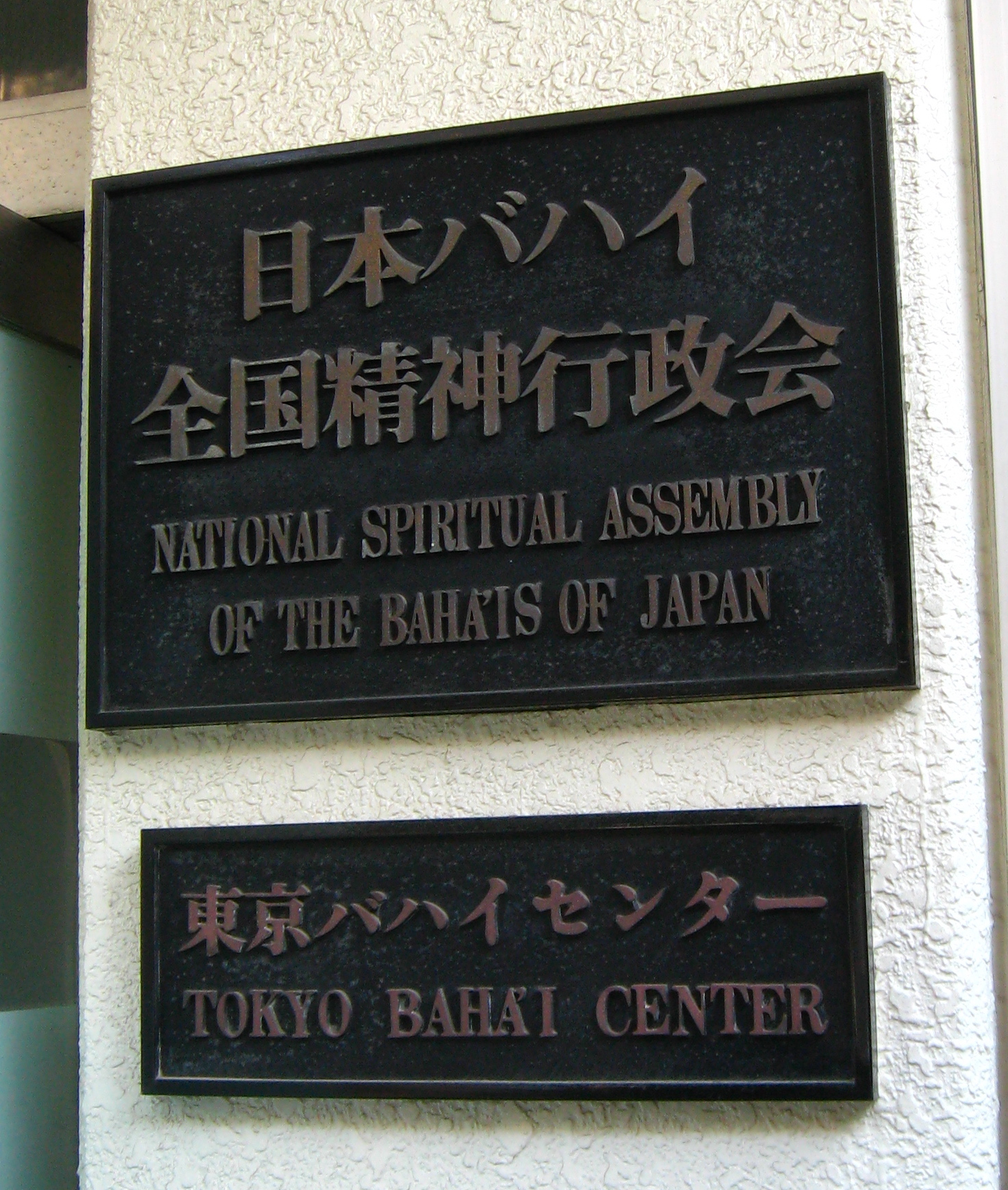
لافتة خارج مركز البهائيين في طوكيو، حي شينجوكو.

منذ نشأتها، شاركت الديانة البهائية في التنمية الاجتماعية والاقتصادية، بدءًا بمنح النساء حرية أكبر، وتشجيع تعليم الإناث كأولوية، وقد تجلّى هذا الانخراط عمليًا من خلال إنشاء المدارس والتعاونيات الزراعية والعيادات. ودخلت الديانة مرحلة جديدة من النشاط بعد صدور رسالة من البيت الأعلى للعدل بتاريخ 20 أكتوبر 1983. وقد شُجِّع البهائيون على البحث عن وسائل، تتماشى مع التعاليم البهائية، يمكنهم من خلالها المساهمة في التنمية الاجتماعية والاقتصادية في المجتمعات التي يعيشون فيها.
توجد أعلى كثافة للبهائيين في طوكيو، حيث تكون "التجمعات البهائية متعددة الأعراق وذات توجه عالمي، وتشمل الأنشطة الرئيسية حلقات دراسية حول العقيدة ومناقشة القضايا المحلية والعالمية".
على مستوى العالم، كان هناك 129 مشروعًا معترفًا به رسميًا للتنمية الاجتماعية والاقتصادية في عام 1979. وبحلول عام 1987، ارتفع عدد المشاريع المعترف بها رسميًا إلى 1482. وقد نما المجتمع البهائي الحديث في اليابان واكتسب قوة في مجالات متنوعة. ولا يحتوي التعداد الياباني على أسئلة تتعلق بالدين، ومع ذلك، قدّر أرشيف بيانات الأديان (اعتمادًا على الموسوعة المسيحية العالمية) وجود حوالي 15,700 بهائي في عام 2005، بينما قدّر كتاب حقائق العالم لوكالة الاستخبارات المركزية عددهم بحوالي 12,000 في عام 2006. وفي عام 2005، كان هناك 31 مندوبًا إلى المؤتمر الوطني لانتخاب المحفل الروحاني الوطني لليابان.
في عام 2000، دعمت اليابان قرارًا للأمم المتحدة حول حقوق الإنسان يتعلق بالقلق حول البهائيين في إيران، كما اتخذت خطوات لتوثيق الأوضاع هناك.

### الأكاديميون
في عام 1991، نظّمت الطائفة البهائية فرعًا تابعًا لـجمعية الدراسات البهائية في اليابان، والتي استمرت منذ ذلك الحين في عقد مؤتمرات سنوية، ونشر النشرات الإخبارية، وتنسيق ونشر الأعمال الأكاديمية بين الفروع المختلفة.
أشار تقرير "ييرنبول حول المنح الدراسية" لعام 1999 إلى عدد من الأكاديميين اليابانيين: كان لدى أكاديمية لاندغ عضو هيئة تدريس يُدعى سينان جاكيون من إحدى الجامعات في اليابان، كما نشر نوزومو سوندا مراجعة لكتاب تمهيدي باللغة اليابانية، وترأست ماري نوغوتشي المؤتمر الثامن، وتسونوي هيروشي ترأس مؤتمر عام 2008، وساندرا سيمس فوتوس ترأست العديد من المؤتمرات، كما ذُكر اسم الفيزيائي ستيفن آر. فريبرغ، وعدد من هؤلاء أيضًا عملوا ضمن لجنة نادي الجامعة.
أُقيمت المؤتمرات في أماكن مثل جامعة واسيدا، سابورو، طوكيو، يوكوهاما، ياماغوتشي، وكيوتو.
يعمل عدد من البهائيين ضمن جامعة ماريلاند – فرع آسيا (UMUC-Asia). وتشغل روث لاتيماور منصب مديرة قسم الرياضيات وتقيم في قاعدة يوكوتا بطوكيو، بينما تعمل إيرين تشونغ كمساعدة لمدير منطقة كوريا بفرع الجامعة، وكانت أيضًا مستشارة قارية لكل من كوريا، اليابان، وتايلاند. أما ريتشارد داولنغ فهو أستاذ مشارك في UMUC–Asia، يدرّس التاريخ الأمريكي والأوروبي الحديث، ويقيم غالبًا في كوريا الجنوبية، مع فترات في غوام، اليابان، وأستراليا. ويعمل نيكولاس ماير حاليًا كأمين مكتبة شامل في مدرسة ناغويا الدولية في اليابان.

### الفنون
يوجد عدد من الفنانين البهائيين الذين قدموا أعمالًا أثناء إقامتهم في اليابان.
- جون كافلين (توفي عام 2009) عمل في تصميم الديكورات المسرحية وشارك في إعداد عناصر من ديكورات فعاليات، منها مؤتمر السلام البهائي في سان فرانسيسكو عام 1986، والمنصة الرئيسية للمؤتمر العالمي البهائي عام 1992 في مركز مؤتمرات جافيتس، بالإضافة إلى عدة أماكن فنادق تابعة للمؤتمر.[92]

- جانيت سونو عملت كممثلة ومخرجة وكاتبة مسرحية في عدد من المسرحيات التي قدمتها في اليابان.[93]

- كاثلين هايت باب كتبت مقالات وكتبًا. روايتها *الفارسي* هي رواية خيالية تاريخية تتناول الصراع بين الفكر والعاطفة من منظور الفكر التجريبي مقابل الإيمان والتجربة الروحية.[94][95]

- باربرا كاسترلاين هي رسامة تستخدم أسلوب نيهونغا وسوومي-إي.[96]

- يوئيتشي هيرانو صمم النموذج المعماري لـمشروع معبد بهائي في اليابان الذي لم يُبنَ بعد.[97]

### المشاركات المتنوعة
ألقى السفير ريوزو كاتو كلمة في 4 سبتمبر 2005 بعد أسبوع من الاحتفالات بدور بارز قامت به البهائية الأمريكية سارة فارمر قبل 100 عام، حيث عقدت مؤتمرًا في عام 1904 اختُتم ببرنامج مُكرَّس لحل الحرب الروسية اليابانية عبر معاهدة بورتسموث في عام 1905.
قام ممثلون عن الجالية البهائية اليابانية بزيارة مقر ريشّو كوسي كاي في طوكيو، حيث تحدث الرئيس نيتشكو نِوانو والممثلون عن أهمية التعاون بين الأديان.
استضاف البهائيون الفلبينيون مؤتمرًا إقليميًا في عام 2008، شارك فيه أكثر من 300 بهائي من اليابان وهونغ كونغ وتايوان وماكاو وجزر كارولين وجزر ماريانا وجزر مارشال.